# 长春轨道交通唐山型电动车组
长春轨道交通唐山型电动车组是长春轨道交通的电动车组之一，现在列为备用列车。

## 简介
唐山型由唐山轨道客车于2005年生产，共1列，为70%低地板列车，3节编组。内部车门为内崁式门，外涂装为红色和银色，内部编号为17，其中IGBT-VVVF由德国西门子负责生产。曾在长春轨道交通3号线运营，是长春轻轨的第三款电动车组。与Q6W-1型和Q6W-2型不同的是，此车驾驶台位于驾驶室左侧。此列车多数时间作为调试，上线运营次数较少。列车在2010年因为缺少进口配件暂时封存，在2013年因为进口件已经补齐重新投入运营，但随着更多重联车投入服务，唐山型列车转为后备用途。

## 编组
|          | 唐山型 ←长春站方向长影世纪城方向→ |            |                                 |
| 車廂編號 | Mc1                               | T1         | Mc2                             |
| 受电弓   |                                   | ＜         |                                 |
| 形式區分 | (Mc)                              | (Tp)       | (Mc)                            |
| 其他設備 | 驾驶室/旋转电机                   | 拖车       | 旋转电机/驾驶室                 |
| 安裝機器 | 牵引电动机/VVVF/空调机组/变电柜   | 受电弓/SIV | 空调机组/变电柜/牵引电动机/VVVF |
| 动力分布 | ●●                                | 〇〇       | ●●                              |
| 轴式     | Bo′                               | 2′         | Bo′                             |
| 載客量   | 100人                             | 46人       | 100人                           |

範例
- SIV：静式变流器

## 未来计划
由于唐山型列车只有一列且不能够与其他列车重联运行，所以该款列车作为后备列车存放于车辆基地内。